# Giovanni Vignoli
Giovanni Vignoli (Pitigliano, 13 aprile 1667 – Roma, 19 novembre 1733) è stato un archeologo e numismatico italiano.

## Biografia
Giovanni Vignoli è nato a Pitigliano, cittadina maremmana vicina al confine con lo Stato pontificio. Dopo aver terminato i corsi di filosofia e di teologia, prende l'abito ecclesiastico, e consacra il suo tempo libero allo studio approfondito delle medaglie e dei monumenti antichi. Filippo II Colonna, Gran Connestabile del Regno di Napoli, che l'aveva scelto come segretario, gli facilitò l'accesso ai mezzi in grado di soddisfare i suoi interessi di studio, e perfezionare le sue conoscenze.
Nel 1720, alla morte di Lorenzo Alessandro Zaccagni, gli successe per anni come bibliotecario del Vaticano. I doveri di questo lavoro e una regolare corrispondenza con i più famosi numismatici d'Europa hanno segnato ogni suo momento da allora in poi. Tuttavia, trovò il tempo per preparare un'edizione del Liber Pontificalis. Si preparava a pubblicare un supplemento a quest'opera, contenente le varianti tratte da un manoscritto di Lucca, note esplicative e integrazioni, quando fu colpito da una malattia mortale. Non nascondendo a se stesso il pericolo della sua condizione, consegnò tutte le sue carte al nipote Ugolini, affidandolo a padre Baldini, teatino, suo più intimo amico, per completare un'opera a cui attribuiva tanto più valore, poiché era il risultato di oltre vent'anni di ricerca. È morto a Roma di apoplessia.

## Opere
Oltre all’edizione del Liber Pontificalis, già citato, Rome, 1724, 1753, 1755, 3 vol. in-4°.
- Dissertatio de columna imperatoris Antonini Pii ; una cum antiquis inscriptionibus, etc., Roma, 1705, in-4°. Negli Acta Eruditorum, anno 1708, p. 25, è accompagnato da una grande tavola
- Epistola ad Ant. Gallandium de nummo imperatoris Antonini Pii, qui in tertio ejus consulatu percussus columnam quamdam exhibet, ibid., 1709, in-4°. La medaglia in questione si trova nella collezione di M. Foucault. Vignoli sostiene che il rovescio sia stato falsificato.
- Antiquiores pontificum denarii, ibid., 1709, in-4°, fig. Saggio sulle monete papali.
- De anno primo imperii Alexandri Aug. quem præfert cathedra marmorea Sancti Hippoliti, ibid., 1712, in-4°.
- Dissertatio apologetica de anno primo imperii Severi Alexandri, qua potissimum programma Cycli paschalis S. Hippoliti denuo exponitur, ibid., 1714, in-4°. Risposta alle critiche di P. Virginio Valsecchi e del vescovo di Adria Filippo della Torre pubblicate contro il lavoro precedente.